# Éva Heyman
Pour les articles homonymes, voir Heyman.
Éva Heyman, née le 13 février 1931 à Oradea en Royaume de Roumanie (hongrois : Nagyvárad) et morte le 17 octobre 1944 à Auschwitz-Birkenau, est une adolescente de treize ans qui a écrit, comme Anne Frank, un court journal dans le ghetto de Nagyvárad (ville rattachée en 1940 à la Hongrie à la suite du deuxième arbitrage de Vienne) avant d'être déportée en 1944 au camp de concentration d'Auschwitz et de devenir une victime de la Shoah.
À son retour après la guerre, la mère d'Éva a récupéré le journal, qui a été publié à Budapest en 1948. Par la suite, il a été traduit dans d'autres langues, notamment en anglais. Éva a été surnommée l’Anne Frank transylvaine ou l’Anne Frank de Nagyvárad.

## Biographie

### Contexte
Éva est née en 1931 à Oradea (hongrois : Nagyvárad), en Transylvanie, région qui s'était unie à la Roumanie en décembre 1918 à la suite de la dislocation de l'Empire austro-hongrois, ce qui avait été officialisé en 1920 par le Traité de Trianon. Ses parents, Juifs hongrois, Ágnes (Agi) Rácz et Béla Heyman, divorcent en 1933. Sa mère se remarie avec l'écrivain Béla Zsolt et déménage à Budapest, tandis qu'Éva vit chez ses grands-parents maternels d'Oradea qui sont propriétaires d'une pharmacie. Son père, l'architecte Béla Heyman, habite de l'autre côté de la ville et ne la voit que de façon sporadique. 
Justine, la gouvernante autrichienne et chrétienne qui avait pris soin de sa mère, s'occupe désormais d'Éva. Dans la maison de ses grands-parents vit également Mariska Szábo, une cuisinière chrétienne qui a sauvé et gardé le journal d'Éva après son expulsion du ghetto,.
Le gouvernement hongrois de Miklós Horthy prend des mesures discriminatoires à l'encontre des Juifs (par exemple, les autorités confisquent à Éva son vélo rouge qu'elle aimait tant, car interdiction est faite aux Juifs d'en posséder) mais jusqu'en 1944 ils échappent à la déportation en Allemagne nazie. Éva se console en pensant que sa famille a conservé la chose la plus précieuse, la vie. Au printemps 1944, à mesure que l'Armée rouge soviétique avance vers la Hongrie, les autorités hongroises, pour donner des gages aux nazis, durcissent leur politique antisémite et regroupent les Juifs en ghettos, tandis que Horthy tente des contacts informels avec les Alliés, ce qui lui vaut d'être remplacé en octobre par Ferenc Szálasi qui n'a rien à refuser aux nazis : la Wehrmacht entre alors en Hongrie lors de l'Opération Margarethe.

### Le journal d'Éva: «Je veux vivre!»
« J'ai 13 ans. Je suis née un vendredi treize », ainsi Éva commence-t-elle son journal le 13 février 1944,.

Le 1er mai, elle raconte les préparatifs avant l'emménagement forcé dans l'un des deux ghettos de Nagyvárad : 

« Nous avons tous commencé à emballer, mais uniquement des objets et uniquement ceux autorisés comme l'a lu Agi (sa mère, n.r.) sur les pancartes. Je sais que ce n'est pas un rêve, et pourtant je ne peux pas croire que c'est vrai. Nous pouvons emporter des draps de lit, mais ne sachant pas quand ils vont venir nous déporter, ils restent toujours dehors. [...]

Mon petit Journal ! Je n'ai jamais eu aussi peur ! »

. Le 10 mai, soit 5 jours après l'emménagement dans le ghetto, elle écrit : 

« Je ne peux pas imaginer comment sera l'avenir. Je dis tout le temps, maintenant c'est le pire, mais après je me rends compte que tout le temps tout est possible ; toujours pire et même bien pire. Jusqu'à maintenant nous avons eu à manger, à l'avenir nous n'aurons plus rien. Sur le territoire du ghetto, au commencement, nous  pouvions aller les uns chez les autres, maintenant nous ne sommes plus autorisés à quitter la maison... Agi me dit toujours qu'elle ne regrette rien, pourvu qu'ils nous laissent en vie. Cette nuit, mon Petit Journal, j'ai rêvé de Juszti (la gouvernante Justine, n.r.), et le matin je me suis réveillée en pleurs. »

Les 17 et 18 mai, Éva raconte en détail la torture subie par les Juifs dans la brasserie Dreher, telle qu'elle l'avait apprise des récits des adultes, tout en étant au lit, incapable de s'endormir.

Elle note le 29 mai : 

« Mon petit Journal, maintenant vraiment tout se termine. Ils ont divisé le ghetto en secteurs et ils nous emmènent tous. »

 Le 30 mai, elle nous parle des trains de déportés : 

« Ce doit être terrible dans le wagon ; et maintenant, personne ne dit qu'ils nous emmènent, tout le monde dit qu'on nous déporte.

En face de notre maison, un gendarme monte la garde. Hier, il était dans le jardin Rhedely, parce que c'est de là que partent les trains avec les Juifs. Pas de la gare, pour ne pas être vus par ceux de la ville – dit grand-père.

Ils entassent environ 80 personnes dans un wagon, et à tant de personnes on a donné un seul seau d'eau. Et le plus terrible, c'est qu'ils ont cadenassé les wagons. Par cette chaleur, les gens vont étouffer!

Le gendarme a dit qu'il ne pouvait pas comprendre les Juifs. Ils ne se lamentent pas, pas même les enfants ; ils se déplacent comme des somnambules ; comme s'ils ne vivaient plus. Ils sont montés dans les voitures pétrifiés, sans prononcer un mot. »

Éva finit son journal en s'exclamant : 

« Malgré tout, mon Petit Journal, je ne veux pas mourir, je veux vivre, même si j'étais la seule du secteur à pouvoir rester ici. J'attendrai la fin de la guerre dans une cave ou dans un grenier, ou dans n'importe quel trou ; moi, mon petit Journal, je me laisserai même embrasser par le gendarme qui louche et qui a pris notre farine, pourvu qu'il ne me tue pas, qu'il me laisse vivre. »

Lorsque la cuisinière Mariska pénètre dans le ghetto pour leur apporter de la nourriture, elle reçoit le journal d'Éva et le met en sécurité jusqu'à l'après-guerre.

### La déportation à Auschwitz
Le 3 juin 1944, Éva et ses grands-parents sont déportés à Auschwitz dans un des wagons à bestiaux du dernier train de déportés de Nagyvárad. Les grands-parents sont immédiatement envoyés à la chambre à gaz, tandis qu'Éva est sélectionnée par le Dr Mengele pour être l'objet d'expériences humaines. Mengele découvre qu'elle a les pieds gonflés, probablement parce qu'elle avait contracté le typhus ou la gale, et l'envoie à la chambre à gaz où elle est tuée le 17 octobre 1944, à l'âge de treize ans.

## Les survivants de la famille

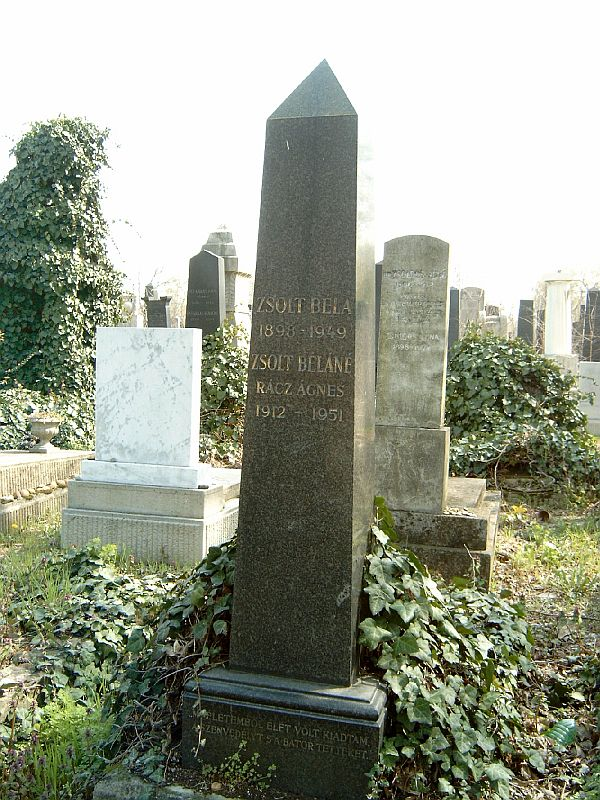
Le tombeau d'Agnès Rácz et Béla Zsolt à Budapest sur Kozma utcai izraelita temető (Cimetière de la Rue Kozma)

### D'autres traductions
- (he) Yehouda Marton (EDS.): Yomanah shel Eṿah Haiman. Le Mémorial de Yad Vashem, Jérusalem, 1964. 
  - "La version hébraïque a été publié en 1964 à Jérusalem. Marton décrit l'histoire des juifs à Oradea avec les aspects de la vie sociale et culturelle, parle d'Éva et de sa famille et de l'atmosphère dans laquelle le Journal a été écrit, dans une présentation de douze pages. En outre, Marton a ajouté des notes dans le texte, ce qui explique des concepts étrangers au lecteur en hébreu."
- Le journal d'Éva Heyman. Introduction et notes par Juda Marton. Traduit de l'hébreu en anglais par Moshe M. Kohn. Le Mémorial de Yad Vashem, Jérusalem, 1974.
  - Le Journal d'Eva Heyman : enfant de l'Holocauste. Shapolsky Publishers, New York, 1987,  (ISBN 0-933503-89-X).
- Une partie du journal dans la traduction du hongrois en anglais par Susan Geroe à du souvenir
- Ágnes Zsolt:  Das rote Fahrrad, traduction de la langue hongroise en allemand par Ernö Hisaw. Comprend l'introduction de la mère et une postface de Gábor Murányi, Vienne : créneau de l'édition, 2012,  (ISBN 978-3-9503345-0-0)
- Silviu Goran: Eva Heyman  (ISBN 978-9-738-95395-6)
- Des Fragments de Jacob Boas:  Nous en sommes témoins. Cinq journaux intimes d'adolescents qui sont morts dans l'Holocauste. Henry Holt, New York, 1995,  (ISBN 0-8050-3702-0)
  - Jacob Boas, dans la traduction en néerlandais: Eva, David, Moshe, Yitschak fr Anne: oorlogsdagboeken van joodse kinderen.
  - Jacob Boas dans la traduction en russe : Mon svideteli : dnevniki piati podrostkov, jertv kholokosta. Optimale, Kiev, 2001,  (ISBN 966-7869-05-9).
- Extrait de Laurier Holliday: les Enfants dans la Shoah et la seconde Guerre Mondiale : leurs journaux secrets Livres de Poche, New York 1995. [Année anthologie de vingt-trois journaux intimes écrits au cours de l'Holocauste par les enfants, dont certains ont ensuite été assassinés par les nazis]
- J'ai vécu si peu : Journal du ghetto d'Oradea, préface de Carol Iancu, traduction française de Jean-Léon Muller, Éditions des Syrtes[10], 15 mai 2013,  (ISBN 978-2940523009)

## Commémoration
- L'Université d'Oradea compte un Centre de Recherches de l'histoire des Juifs en Roumanie nommé “Eva Heyman” depuis 2012.
- Éva Heyman, l'Anne Frank transylvaine est une tragédie du dramaturge et avocat Pașcu Balaci jouée au théâtre[11].
- Une statue et des panneaux explicatifs ont été inaugurés en 2015 dans le parc Nicolae Bălcescu d'Oradea, d'où ont été déportés vers Auschwitz par trains de marchandises environ 3.000 juifs entre le 24 mai et le 3 juin 1944[12].